# 3261 Tvardovskij
3261 Tvardovskij eller 1979 SF9 är en asteroid i huvudbältet som upptäcktes den 22 september 1979 av den rysk-sovjetiske astronomen Nikolaj Tjernych vid Krims astrofysiska observatorium på Krim. Den har fått sitt namn efter Aleksandr Tvardovskij.
Asteroiden har en diameter på ungefär 11 kilometer och den tillhör asteroidgruppen Koronis.